# Meteorus pallidus
Meteorus pallidus är en stekelart som först beskrevs av Christian Gottfried Daniel Nees von Esenbeck 1811.  Meteorus pallidus ingår i släktet Meteorus och familjen bracksteklar. Inga underarter finns listade i Catalogue of Life.